# Leroy Chollet
Leroy Patrick Chollet (New Orleans, 5 marzo 1924 – Westlake, 10 giugno 1998) è stato un cestista statunitense, professionista nella NBA e nella ABL.

## Palmarès
- Campione ABL (1952)